# Luke Pasqualino
Luca Giuseppe "Luke" Pasqualino (Peterborough, Reino Unido, 19 de febrero de 1990), más conocido como Luke Pasqualino, es un actor británico, conocido por haber interpretado a Freddie McClair en la serie Skins y a D'Artagnan en la serie de televisión The Musketeers.

## Biografía
Es hijo del siciliano Prep Pasqualino y madre napolitana; tiene una hermana mayor.
Cursó sus estudios en la Walton Community School, en Peterborough, y asistió al Stamford Art Centre y trabajó en el salón de su padre llamado "Image International".
En 2011 salió con la actriz Jessica Szohr, pero la relación terminó. 
En 2014 salió con la actriz Eleanor Tomlinson, pero la relación terminó. 
En 2016 salió brevemente con la cantante británica Perrie Edwards, miembro del grupo "Little Mix".

## Carrera
Luke participó en numerosas obras de teatro e hizo algunos trabajos como modelo antes de dar su salto a televisión.
En 2009, Pasqualino hizo su debut como actor siendo protagonista de la película de bajo presupuesto Stingers Rule!, que trataba sobre un equipo de fútbol local en contra de los promotores inmobiliarios que planean destruir su querido campo de fútbol; también fue uno de los actores invitados en Casuality y Miranda. 
Originalmente audicionó para interpretar a Tony Stonem en Skins, pero el actor británico Nicholas Hoult consiguió el papel. 
En el 2009 finalmente se unió al elenco principal de la tercera temporada de la serie, donde interpretó a Frederick "Freddie" McClair hasta el 2010.
En el 2011 apareció en varios episodios de la serie The Borgias, donde interpretó al joven sirviente Paolo, que presentaba un gran interés romántico por Lucrecia Borgia (Holliday Grainger).
En el 2012 apareció en la película de horror sobrenatural de Warner Bros Pictures La aparición, donde interpretó el papel de Greg y compartió pantalla con personalidades como Ashley Greene o Tom Felton. También apareció ese mismo año junto a Jessica Szohr en la comedia romántica de temática licántropa titulada Love Bite.
En octubre de 2012 mismo año también se anunció que Luke se había unido al elenco principal de la nueva serie Battlestar Galactica: Blood and Chrome donde interpretaría al joven William "Husker" Adama. Sin embargo poco después se anunció que la serie había sido cancelada.
En el 2013 interpretó a Grey en el thriller SnowPiercer, protagonizado por Chris Evans y Octavia Spencer. La película fue estrenada en todo el mundo en 2013, pero debido a una disputa entre el director y los distribuidores americanos de la película, aún no se ha lanzado en los Estados Unidos.
En enero de 2014 se unió al elenco principal de la nueva serie The Musketeers donde interpretó al mosquetero D'Artagnan, hasta el final de la serie en agosto de 2016.
En el 2016 se unió al elenco principal de la segunda temporada de la serie Our Girl donde dará vida a Elvis Harte, un oficial de las Fuerzas Especiales Maverick.
A finales de agosto del mismo año se anunció que Luke se había unido al elenco de la nueva serie Snatch en donde da vida a Albert Hill, desde el 2017.

## Filmografía

### Series de televisión
| Año             | Título                                 | Personaje           | Notas                |
| --------------- | -------------------------------------- | ------------------- | -------------------- |
| 2021 - presente | Sombra y Hueso                         | David               | -                    |
| 2017 - presente | Snatch                                 | Albert Hill         | 10 episodios         |
| 2016 - 2017     | Our Girl                               | Soldado Elvis Harte | 9 episodios          |
| 2014 - 2016     | The Musketeers                         | D'Artagnan          | 30 episodios         |
| 2014            | Inside No. 9                           | Lee                 | episodio "Sardines"  |
| 2013            | Jo                                     | Teniente Zavaglia   | episodio "Invalides" |
| 2009, 2013      | Miranda                                | Jason               | 2 episodios          |
| 2012            | Battlestar Galactica: Blood and Chrome | William Adama       | -                    |
| 2011 - 2012     | The Borgias                            | Paolo               | 7 episodios          |
| 2009 - 2010     | Skins                                  | Frederick Mclair    | 20 episodios         |
| 2009            | Casualty                               | Dans                | 2 episodios          |

### Películas
| Año  | Título                                         | Personaje | Notas                                                                                                  |
| ---- | ---------------------------------------------- | --------- | --- |
| 2024 | The Lord of the Rings: The War of the Rohirrim | Wulf      | Elenco principal, película animada de cines                                                            |
| 2017 | Smartass                                       | Donny     | |
| 2017 | Solar Eclipse: Depth of Darkness               | DCP Jimmy | |
| 2013 | Snowpiercer                                    | Grey      | junto a Chris Evans, Alison Pill, Jamie Bell, John Hurt, Tilda Swinton, Octavia Spencer y Ewen Bremner |
| 2012 | Love Bite                                      | Kev       | junto a Jessica Szohr, Timothy Spall, Ed Speleers y Kierston Wareing                                   |
| 2012 | La aparición                                   | Greg      | junto a Ashley Greene, Sebastian Stan, Tom Felton, Julianna Guill y Rick Gomez                         |
| 2009 | Stingers Rule!                                 | Anthony   | - |

### Apariciones
| Año  | Programa                     | Notas              |
| ---- | ---------------------------- | ------------------ |
| 2010 | Big Brother's Little Brother | panelista invitado |

## Premios y nominaciones
| Año  | Categoría                        | Premio                    | Serie | Resultado |
| ---- | -------------------------------- | ------------------------- | ----- | --------- |
| 2015 | Breakthrough Talent Award        | South Bank Sky Arts Award | -     | Ganador   |
| 2010 | Outstanding Actor - Drama Series | Golden Nymph Award        | Skins | Nominado  |